# W.H. Auden
Wystan Hugh Auden (født 21. februar 1907, død 29. september 1973) – kendt som W. H. Auden, var en engelsk/amerikansk digter, og betragtes af mange som en af det 20. århundredes største forfattere. Hans værker er kendt for deres stilistiske og tekniske udførelse, deres engagement i moralske og politiske emner, samt varieteten i tone, form og indhold. De centrale temaer i hans poesi er kærlighed, politik, religion og moral samt forhold mellem enkelte mennesker og den anonyme upersonlige natur.
Auden studerede ved Gresham's School i Norfolk 1920-1925 og ved Christ Church, University of Oxford 1925-1928. Efter at have deltaget i den spanske borgerkrig kom han til USA i 1939 og blev amerikansk statsborger i 1946.
Han debuterede med samlingen Poems i 1928.
Han har skrevet librettoen til Igor Stravinskys opera Lastens vej, 1951.